# 33319 Kunqu
1998 MJ41 (asteroide 33319) é um asteroide da cintura principal. Possui uma excentricidade de 0.09960650 e uma inclinação de 23.98849º.
Este asteroide foi descoberto no dia 28 de junho de 1998 por Eric Walter Elst em La Silla.